# Polydora pilikia
Polydora pilikia är en ringmaskart som beskrevs av Ward 1981. Polydora pilikia ingår i släktet Polydora och familjen Spionidae. Inga underarter finns listade i Catalogue of Life.